# پاجو (فیلم)
«پاجو» (انگلیسی: Paju (film)) فیلمی در ژانر درام به کارگردانی پارک جان-اوک است که در سال ۲۰۰۹ منتشر شد. از بازیگران آن می‌توان به لی سون کیون و سو وو اشاره کرد.